# Korejci
Korejci su narod koji pripada istočnoj Aziji s oko 71 milijuna stanovnika (postoje i navodi koji barataju s bitno većim brojem pripadnika) prije svega u Koreji, gdje čine 79.8% ukupnog stanovništva. Mongoloidne su rase. Raširen je budizam, konfucijanizam, kršćanstvo. Razvili su bogatu vlastitu kulturu (jezik, arhitektura, poezija, slikarstvo).

## Povijest
Korejci su narod naseljen na Korejskom poluotoku u dvjema korejskim državama, u manjim skupinama i u okolnim zemljama, Kini, Japanu, ruskom Sibiru, srednjoazijskim zemljama, te u SAD-u. Ukupno oko 75 milijuna pripadnika. Od prapovijesti poluotok naseljavaju uglavnom mandžurska, mongolska i tunguska plemena sa Sjevera koja čine i osnovu etnogeneze današnjih Korejaca, uz moguće malajske skupine s Juga, također s povremenim japanskim upadima. Mitološki vladar Tangun osnovao je prvu korejsku državu još 2333. godine prije Krista, otkada počinje staro korejsko računanje vremena. Veoma stara civilizacija blisko je vezana uz susjednu kinesku. Rascjepkanost i ratovi između pojedinih ranih državica smiruju se uspostavom kraljevstva Silla koje u VII. stoljeću ujedinjuje poluotok te uspostavlja jedinstvenu upravu i jezik (starokorejski). I ova, kao i potonje države, oslanjaju se na kinesku kulturnu i političku utjecaje. Od X. do XIV. stoljeća dominantno je kraljevstvo Koryo (pod dinastijom Wang), po kojem i u Europi postaje poznat naziv zemlje. Koreja tada priznaje vrhovnu vlast mongolskih kanova. Tada se učvršćuje i budizam. Uz potporu Kine 1392. godine vlast preuzima dinastija Yi. Njihova država Choson, što je i današnji korejski naziv zemlje, traje sve do XX. stoljeća, iako u raznim razdobljima priznaje i japansko i mandžursko vrhovništvo. Od XIV. stoljeća pod kineskim utjecajem državnim religija postaje konfucijanizam. Tradicijska kultura Korejaca je seoska, no rani plemenski šamanizam isprepleće se s visoko razvijenim kulturnim utjecajima budizma i konfucijanizma. Uz pučku kulturu prvi književni i povijesni zapisi javljaju se od XII. stoljeća. U razdoblju srednjega vijeka književno i ostalo kultulrno stvaralaštvo po vrstama i tematici obuhvaća sva područja kulturnoga života na visokoj razini, pa je Koreja važna i kao izvorni posrednik između kineske kulture i Japana. Suvremena korejska kultura, kao i moderno gospodarstvo, doseže visoke svjetske standarde u svim područjima, čuvajući i vlastitu tematiku, izražajne forme i sredstva kao oblike vlastitog identiteta oslonjenog na jake povijesne izvore.

## Južna Koreja
Južna Koreja trenutno ima oko 48.850.000 stanovnika. Većina Južnokorejaca živi u urbaniziranim područjima zbog brzog gospodarskog i ekonomskog razvoja tijekom sedamdesetih, osamdesetih i devedesetih godina 20. stoljeća. Glavni grad Seul je ujedno i najveći grad i industrijski centar Južne Koreje. Imao je 10,3 milijuna stanovnika u 2006. godini, što ga čini jednim od najvećih gradova na svijetu. Drugi veliki gradovi suBusan (3,65 milijuna), Incheon (2,63 milijuna), Daegu (2,53 milijuna), Daejeon (1,46 milijuna), Gwangju (1,41 milijun) i Ulsan (1,1 milijun).Nakon podjele Korejskog poluotoka nakon Drugog svjetskog rata oko četiri milijuna stanovnika preselilo se iz Sjeverne u Južnu Koreju.Mala populacija stranih državljana u Južnoj Koreji sve više raste. U 2007. godini u južnoj Koreji je bilo oko milijun stranih državljana, od toga ih je oko 100 000 koji su vjenčani s Korejancima, 400 000 koji rade u Koreji i oko 250 000 ilegalnih naseljenika.

## Sjeverna Koreja
Sjeverna Koreja jedna je od etnički najhomogenijih zemalja na svijetu (ima oko 24 milijuna stanivnika). Uz Korejce čiji jezik nije srodan susjednom kineskom ili japanskom u zemlji žive male kineske i japanske manjine. To je rezultat loše, gotovo nikakve vanjske politike te veoma malo zanimanje za useljenika iz drugih zemalja, tako da je u Sjevernoj Koreji gotovo nemoguće biti stranac. Stanovništvo Sjeverne Koreje se u posljednjih 40 godina povećalo za skoro 50%. Godine 1960. je živjelo oko 12 milijuna stanovnika, dok danas živi negdje oko 25 milijuna. No zbog lošeg životnog standarda, prosječna starost Sjevernokorejaca iznosi oko 67 godina, dok je (za usporedbu) u europskim zemljama ili Japanu često više od 75 pa čak do 80 godina.
Danas je Sjeverna Koreja suočena s problemom ilegalnih iseljenika, čiji broj u zadnje vrijeme dosegao nekoliko stotina tisuća. Ilegalni emigranti najprije dolaze i Kinu (zbog oštre kontrole granica između dvije Koreje), pa tek onda nastoje doći u Južnu Koreju, koja je po standardu života, nešto sasvim suprotno od sjeverne. Sjevernu Koreju pratila je jedno vrijeme i glad. Za to vrijeme kontrola na granici dviju Koreja se smanjila, gotovo nestala, pa su tu priliku ljudi iskoristili, kako bi bez velikih poteškoća mogli ući u Južnu Koreju. Službeno, Sjeverna je Koreja ateistička zemlja, a tradicionalne religije su budizam i konfucijanizam, s manjom kršćanskom zajednicom.